# Biblioteca Pública Municipal de Salamanca
La Biblioteca Pública Municipal 397 de Salamanca, ubicada en la comuna de Salamanca en el Norte Chico de Chile, nació a raíz de un convenio celebrado entre la Dirección de Bibliotecas, Archivos y Museos del MINCAP (ex Dibam) y la Municipalidad de Salamanca, el 3 de enero de 2010. El Sistema Nacional de Bibliotecas Públicas (SNBP) junto al programa de BiblioRedes contribuyeron al desarrollo de colecciones bibliográficas y también a garantizar el acceso a internet y notebooks.

## Historia
Las primeras bibliotecas públicas datan del siglo XVIII asociadas a congregaciones religiosas asentadas en el país, posteriormente, el 19 de agosto de 1813, se crea la Biblioteca Nacional, siendo el principal centro bibliográfico. Pero, la historia de las bibliotecas públicas, como hoy las conocemos, se inició en 1873,  año en el que se fundó la Biblioteca Santiago Severín, primera y única biblioteca pública de Chile hasta 1920. 
En 1921 se crea la Dirección General de Bibliotecas, organismo encargado de elaborar y ejecutar políticas locales, regionales y nacionales para las bibliotecas públicas. Bajo un contexto donde la mitad de la población era analfabeta, y en el que las bibliotecas solo se consideraban públicas por atender a miembros de una comunidad, en 1929 se crea la Dirección de Bibliotecas, Archivos y Museos (Dibam) para hacer frente a las carencias de las nuevas normas de estandarización.
Hacia 1978, la fundación de la Coordinación Nacional de Bibliotecas Públicas, trajo consigo la creación de un número importante, para ese entonces, de bibliotecas públicas a lo largo del país. Pero, con una creación e implementación que no se correspondía con la concepción de biblioteca moderna⁣, ya que, las colecciones no se relacionaban con el interés y las necesidades de los lectores, las estanterías eran cerradas, el personal no estaba capacitado y la infraestructura no era adecuada.
En 1997, con el fin de la dictadura, se moderniza la biblioteca pública, mediante el inicio de un proyecto denominado «Conversión del Catálogo en fichas», cuyo fin era el de integrar las colecciones de la biblioteca al catálogo automatizado. Como parte del proceso de optimización, la Biblioteca Nacional adquiere el Sistema Integrado para la Gestión de Bibliotecas «Aleph 500», y de esta forma reemplaza el sistema NOTIS. 
Cambiando las políticas y la estructura de la organización, dentro de ellas, incorporando la misión de la biblioteca pública y la planificación estratégica, como ejes en la gestión de sistemas. En el interior de la biblioteca, su desarrollo fue orientado a la integración y  participación ciudadana, a su calidad de atención con los usuarios, creando servicios novedosos y de calidad.

## Funciones
Su principal objetivo es contribuir al desarrollo integral de la comunidad, siendo un lugar de encuentro, comunicación y participación; de acceso libre y voluntario a la lectura, la investigación y la creatividad. Contribuyendo al desarrollo personal del colectivo, a través de capacitaciones y talleres. Reconociendo su labor como un servicio necesario, que promueve la recolección, conservación y difusión del patrimonio cultural, promoviendo la identidad local y sus tradiciones.
Permite la confluencia de personas tras distintos objetivos, recogiendo los intereses y necesidades de sus usuarios, para la conquista de aquello que no ha sido incorporado, siendo un espacio amable, donde personas con diferentes características puedan sentirse cómodas, induciendo a la exploración y el descubrimiento.

### Cultural y patrimonial
Ser un espacio donde cada persona se encuentre con el conocimiento y con su entorno, otorgando libre acceso a la lectura, investigación y creatividad. Convirtiéndose en un espacio para diferentes expresiones artísticas y culturales, como; la pintura, escultura, música, folclore, artesanía, teatro, entre otras. 
Fomentar la identidad cultural de su comuna, a través de la recolección, conservación y difusión del patrimonio cultural en la localidad, siendo un puente de conexión entre los ciudadanos y el conocimiento.